# Skópelos (ort)
Skópelos är en ort i Grekland.   Den ligger i prefekturen Nomós Lésvou och regionen Nordegeiska öarna, i den östra delen av landet, 260 km öster om huvudstaden Aten. Skópelos ligger 144 meter över havet och antalet invånare är 1 530. Den ligger på ön Lesbos.
Terrängen runt Skópelos är kuperad.  Närmaste större samhälle är Mytilene, 12,8 km nordost om Skópelos. 